# Судак (городской округ)
Городско́й о́круг Судак (укр. міський округ Судак, крымскотат. Sudaq şeer bölgesi, Судакъ шеэр больгеси) — муниципальное образование в составе Республики Крым Российской Федерации. Образован на территории административно-территориальной единицы Республики Крым города республиканского значения Судак с подчинённой ему территорией.
Административный центр округа — город Судак.

## Состав городского округа
В состав городского округа входят 16 населённых пунктов (из них: 1 город, 1 пгт, 14 сёл). В таблице приведены исторические названия населённых пунктов, изменённые в 1944—1948 годах после депортации крымских народов.
| №  | Населённый пункт | Историческое название | Тип                           | Население |
| -- | ---------------- | --------------------- | ----------------------------- | --------- |
| 1  | Богатовка        | Токлук                | село                          | ↗902      |
| 2  | Весёлое          | Кутлак                | село                          | ↗1675     |
| 3  | Ворон            |                       | село                          | ↘178      |
| 4  | Громовка         | Шелен                 | село                          | ↗179      |
| 5  | Грушевка         | Суук-Сала             | село                          | ↗2269     |
| 6  | Дачное           | Тарак-Таш             | село                          | ↗2628     |
| 7  | Лесное           | Суук-Су               | село                          | ↗610      |
| 8  | Междуречье       | Ай-Серез              | село                          | ↗519      |
| 9  | Миндальное       | Арка-Дереси           | село                          | ↗143      |
| 10 | Морское          | Капсихор              | село                          | ↗2590     |
| 11 | Новый Свет       | Парадиз               | пгт                           | ↗1248     |
| 12 | Переваловка      | Эль-Бузлу             | село                          | ↗776      |
| 13 | Прибрежное       |                       | село                          | ↗43       |
| 14 | Солнечная Долина | Коз                   | село                          | ↗1526     |
| 15 | Судак            |                       | город, административный центр | ↗17 834   |
| 16 | Холодовка        | Османчик              | село                          | ↗696      |

## История
C 1923 до 1962 гг. и с 1979 до 1991 гг. Судак был центром Судакского района, с 1962 до 1979 гг. — входил в Феодосийский городской совет, с 1991 до 2014 гг. территория современного городского округа составляла Судакский городской совет. Эти административно-территориальные единицы входили до 1945 года в Крымскую АССР РСФСР в составе СССР, до 1954 года — в Крымскую область РСФСР в составе СССР, до 1991 года — в Крымскую область УССР в составе СССР, до 2014 года — в АР Крым в составе Украины. Городской округ образован в 2014 году в составе Республики Крым Российской Федерации.

## Население
Динамика населения (до 2014 года — наличное население горсовета или района, на 2001 и 2014 год — постоянное население):
| 1979    | 1989    | 2001    | 2009    | 2010    | 2011    | 2012    | 2013    | 2014    |
| ------- | ------- | ------- | ------- | ------- | ------- | ------- | ------- | ------- |
| 22 045  | ↗27 974 | ↗28 319 | ↗29 841 | ↗30 044 | ↗30 294 | ↗30 514 | ↗30 702 | ↗32 278 |
| 2015    | 2016    | 2017    | 2018    | 2019    | 2020    | 2021    |         |         |
| ↗32 488 | ↗32 568 | ↗32 674 | ↗32 797 | ↗32 817 | ↘32 538 | ↗34 584 |         |         |

По итогам переписи населения в Крымском федеральном округе по состоянию на 14 октября 2014 года численность постоянного населения городского округа составила 32278 человек (51,09 % из которых — в городе Судак — городское, 48,91 % — сельское).
По состоянию на 1 января 2014 года численность населения Судака с подчинёнными горсовету населёнными пунктами составила 32014 постоянных жителей и 30857 человек наличного населения. По состоянию на 1 июля 2014 года — 32262 постоянных жителей и 31105 человек наличного населения.

### Национальный состав
По данным переписей населения 2001 и 2014 годов:
| национальность  | 2001, всего, чел. | % от все- го | 2014 всего, чел. | % от все- го | % от указав- ших |
| --------------- | ----------------- | ------------ | ---------------- | ------------ | ---------------- |
| указали         |                   |              | 31268            | 96,87 %      | 100,00 %         |
| русские         | 17442             | 59,23 %      | 18723            | 58,01 %      | 59,88 %          |
| крымские татары | 5131              | 17,42 %      | 6715             | 20,80 %      | 21,48 %          |
| украинцы        | 5173              | 17,57 %      | 3877             | 12,01 %      | 12,40 %          |
| татары          | 286               | 0,97 %       | 1029             | 3,19 %       | 3,29 %           |
| белорусы        | 387               | 1,31 %       | 245              | 0,76 %       | 0,78 %           |
| армяне          | 137               | 0,47 %       | 155              | 0,48 %       | 0,50 %           |
| узбеки          | 251               | 0,85 %       | 64               | 0,20 %       | 0,20 %           |
| азербайджанцы   |                   |              | 59               | 0,18 %       | 0,19 %           |
| другие          | 641               | 2,18 %       | 401              | 1,24 %       | 1,28 %           |
| не указали      |                   |              | 1010             | 3,13 %       |                  |
| всего           | 29448             | 100,00 %     | 32278            | 100,00 %     |                  |